# Партия отечества (Великобритания)
Партия отечества (англ. Homeland Party) — крайне правая политическая партия в Соединённом Королевстве. Была основана бывшим членом БНП Кенни Смитом в апреле 2023 года в результате раскола английской неонацистской организации «Патриотическая альтернатива». Официально партия была зарегистрирована в Шотландии в январе 2024 года.
Хотя, как утверждается на её веб-сайте, партия не исповедует какую-либо определенную идеологию, одновременно с этим провозглашается поддержка  «прикладного» национализма, анти-иммиграции (англ. Remigration) и антиглобализма, а также нативизма — через поддержку прав семьи, защиту местной природы, развитие и ассимиляцию с традиционными этносами и культурой самоуправляемых частях Великобритании. Общую направленность партии можно охарактеризовать как приверженность ультраправым идеям идентаризма и теории «Великого замещения».
В сентябре 2024 года и в апреле 2025 года на ежегодную конференцию партии в Дербишире приехали представители ультраправых европейских партий: «Альтернативы для Германии» (АдГ) и польской «Конфедерация свободы и независимости». На партийной конференции 2025 года также выступал (по видео-линку) известный апологет французского идентаризма Рено Камю. В пропагандистских материалах на веб-сайте партии также фигурирует один из скандальных активистов и основателей австрийского движения идентаристов Мартин Селльнер.
Члены руководства партии также активно поддерживают тесные связи с другими аналогичными по толку организациями. Так, например, на прошедшей в октябре 2024 года, специально организованной конференции под эгидой лоббистской группы британских консерваторов «Традиционная Британия» в Лондоне. Особое внимание на таких встречах, как правило, уделяется новой государственной политике депортации незаконных мигрантов, с 2022 года являющейся одним из приоритетов внутренней политики правительства Великобритании.